# Deva, România
Deva là một đô thị thuộc hạt Hunedoara, România. Dân số thời điểm năm 2002 là 69390 người.